# Жираф
Жира́ф (лат. Giraffa camelopardalis; от араб. زرافة‎ зарафа) — парнокопытное млекопитающее из семейства жирафовых. Самое высокое наземное животное планеты.

## Характеристика
Самцы жирафа достигают высоты до 5,5—6,1 м (около 1/3 длины составляет шея) и весят до 900—1200 кг. Самки, как правило, немного меньше и легче.
Шея у жирафов необычайно длинная, и это несмотря на то, что у них, как и почти у всех других млекопитающих (за исключением ламантинов и ленивцев), лишь семь шейных позвонков. Большой рост увеличивает нагрузку на систему кровообращения, прежде всего в отношении кровоснабжения головного мозга. Поэтому сердце у жирафов особенно сильное. Оно пропускает 60 л крови в минуту, весит 12 кг и создаёт давление, которое в три раза выше, чем у человека. Тем не менее оно не смогло бы вынести перегрузки при резком опускании и поднятии головы жирафа. Чтобы такие движения не приводили к гибели животного, кровь жирафа гуще, чем у человека, и имеет вдвое более высокую плотность кровяных телец. Помимо этого, у жирафа имеются особые запирающие клапаны в большой шейной вене, прерывающие поток крови таким образом, что сохраняется давление в главной артерии, снабжающей мозг.
Тёмный язык жирафа очень длинный и мускулистый: жираф может высовывать его на 45 см и способен захватывать им ветки.
Рисунок на шерсти состоит из тёмных пятен, выделяющихся на фоне более светлой базовой окраски, и у каждого жирафа индивидуален, как полосы у зебр или отпечатки пальцев у человека. Нижняя часть тела у жирафа более светлая и без пятен.
Обычно голова жирафа, независимо от пола, увенчана парой покрытых кожей и шерстью рожек (оссиконов), утолщённых на концах. Но изредка встречаются особи с двумя парами оссиконов. А нередко посреди лба имеется своеобразный костный нарост, который по ошибке можно принять за ещё один — непарный — рог.
Чёрные глаза окаймлены густыми ресницами, уши короткие. Жирафы обладают острым зрением, слухом и обонянием, что позволяет им заблаговременно замечать опасность.
Хорошему обзору местности способствует, конечно же, и большой рост. Своих высоких сородичей жирафы могут видеть на расстоянии до километра[прояснить].
Жирафы способны быстро бегать и при необходимости пускаются в галоп, достигая скорости 55 км/ч, то есть на коротких дистанциях могут перегнать скаковую лошадь. Однако, как правило, ходят не спеша, передвигая одновременно оба правых копыта, затем оба левых. Из-за большой массы и тонких ног жирафы могут ходить только по твёрдой поверхности. Болотистых пространств они избегают, а реки часто представляют непреодолимую преграду для жирафов. Также жирафы умеют прыгать, преодолевая даже барьеры высотой 1,85 м.

## Распространение
Жирафы обитают в саваннах Африки. Сегодня их можно встретить только к югу и юго-востоку от Сахары, прежде всего в саваннах Восточной и Южной Африки. Популяции севернее Сахары были искоренены человеком ещё в древности: во времена Древнего Египта они существовали в дельте Нила и на берегах Средиземного моря. В XX веке ареал жирафов вновь значительно сократился. Наиболее крупные популяции жирафов сегодня обитают в заповедниках и резерватах.

## Филогенез
Ранняя история жирафов связана с эволюцией всего семейства жирафовых. Отколовшись от других оленеподобных парнокопытных в миоцене, предки современных жирафов несколько миллионов лет назад обитали по всей Европе, Азии и Африке. Ранний неоген был периодом процветания жирафовых, когда они достигли как наибольшего разнообразия видов, так и наибольшего географического распространения. Многие виды уже тогда отличались крупными размерами и могучим телостроением (особенно род Helladotherium). В связи с изменением климата в плейстоцене большинство жирафовых вымерли, оставив лишь два современных вида: жираф и окапи. У обоих видов ещё были короткие шеи, но со временем у жирафов началось удлинение шеи, дающее преимущество в поисках пищи.
По версии зоолога из Намибии Роба Сименса, длинные шеи возникли вследствие борьбы самцов шеями. Самец с более длинной шеей чаще побеждал и получал больше внимания самок, тем самым производя больше потомства.
Примерами ископаемых жирафов служат палеотрагус (Palaeotragus), сиватерий (Sivatherium) и самотерий (Samotherium).

## Образ жизни
Жирафы — исключительно растительноядные животные. Строение тела и физиология позволяют им питаться листвой древесных крон — на высоте, где у них нет конкурентов. Из деревьев предпочитают акацию. Жираф охватывает ветвь длинным языком, тянет её ко рту и общипывает листья, оттягивая голову назад. Язык и губы устроены таким образом, что не повреждаются, несмотря на колючие сучья. Ежедневно жираф потребляет около 30 кг пищи и проводит за едой от 16 до 20 часов в сутки. Интересно, что по технике сбора жирафом корма можно издали определить его пол. Самцы в основном едят листья, расположенные очень высоко, при этом они сильно вытягиваются и запрокидывают голову так, что она кажется продолжением их шеи. Самки же питаются листьями, растущими на уровне их тела, поэтому обычно немного опускают шею.
Потребность в жидкости покрывается в основном за счёт пищи, из-за чего жираф может обходиться без питья на протяжении недель. На водопое жираф может выпить до 38 литров воды за раз. Во время питья животные вынуждены широко раздвинуть передние ноги, чтобы опустить голову достаточно низко. В этой позе они, будучи неповоротливыми, особенно уязвимы для хищников, и потому пьют лишь убедившись в своей безопасности. Таким же способом жирафы щиплют траву, однако подобное случается лишь в голодное время.
Среди всех млекопитающих у жирафов одна из наименьших потребностей во сне — от 10 минут до 2 часов в сутки; в среднем жирафы спят 1,9 часа в день. Спят жирафы как стоя, так и лёжа, согнув шею и положив голову на круп. Естественная поза спящего жирафа ни разу не была зафиксирована документально до 1970-х годов, когда первые фотографии спящего жирафа в природе получил Бернгард Гржимек.
Жирафы живут поодиночке или в небольших стадах, не особо привязанных друг к другу. Местность, которую они обходят в поисках пищи, может составлять до 100 км². Социальное поведение зависит от пола: самки придерживаются стад от 4 до 32 особей, в которых время от времени меняется состав. Иерархические структуры и поведение жирафов в стаде ещё не до конца исследованы. Единого лидера у жирафов нет, однако старшие и сильные самцы, называемые старейшинами, имеют преимущество над другими. Молодые самцы до достижения половой зрелости тоже составляют небольшие отдельные группы, после чего начинают жить в одиночку. Нередко жирафы передвигаются вместе со стадами антилоп или зебр, так как это придаёт им большую безопасность. При встрече двух взрослых самцов дело часто доходит до ритуального поединка, в котором они становятся рядом друг с другом и пытаются ударить головой по шее соперника. Однако в отличие от других социальных животных побеждённые самцы жирафов из стада не изгоняются. В периоды спаривания поединки между самцами носят более агрессивный характер и могут дойти до такой отчаянности, что один из конкурентов может быть в итоге «избит» до потери сознания. Вариантом выяснения отношений может быть и поединок у дерева, в котором каждый стремится обойти соперника так, чтобы прижать его к стволу. Случаев, в которых жирафы применяли друг против друга свои опасные удары передними копытами, что они обычно делают против хищников, не наблюдалось.
Широко распространено мнение, что жирафы являются безголосыми животными. Однако на самом деле они общаются между собой на частотах ниже 20 Гц, неразличимых человеческим ухом.
Брачный период обычно длится с июля по сентябрь, а продолжительность беременности составляет 14—15 месяцев. Как правило, рождается только один детёныш. Роды происходят в позиции стоя, поэтому новорождённым первым делом предстоит падение с двухметровой высоты. Сразу после рождения жирафёнок достигает 1,8 м в высоту и весит 50 кг. Уже спустя час он твёрдо стоит на ногах и через несколько часов начинает бегать. Однако в стадо детёныши допускаются только через две-три недели. Примерно полтора года потомство остаётся с матерью. В возрасте 4 лет жираф достигает половой зрелости, в 6 лет — полного роста. В дикой природе продолжительность жизни составляет около 25 лет, в неволе — около 35 лет.
Благодаря своим размерам жираф имеет мало естественных врагов, а от тех немногих хищников, которые осмеливаются напасть на него, он довольно эффективно обороняется ударами передних копыт. Такой удар способен размозжить череп любому хищнику. В национальном парке Этоша однажды наблюдалось, как львы запрыгнули на жирафа и перекусили ему шею. Однако нападения на взрослых жирафов всё же происходят редко. Чаще добычей львов, леопардов, гиен и гиеновидных собак становится молодняк. Несмотря на защиту матери, только 25—50 % молодых жирафов достигают взрослого возраста.

## Жираф и человек
На североафриканские популяции уже в древности охотились греки и римляне. Иногда жирафов даже использовали для показов в Колизее. В целом жираф был малоизвестен в Европе. Хотя в северном полушарии и существует созвездие Жираф, оно является сравнительно новой условностью и не имеет мифологического происхождения. К тому же по замыслу астрономов XVII в., которые ввели это название, созвездие было переименовано в честь верблюда с привязкой к одному из эпизодов, описанных в Библии, но произошла путаница. Греки и римляне думали, что жираф — это гибрид верблюда и леопарда, и называли жирафов «camelopardalis» (камелопарды или верблюдопарды).
За весь период между падением Древнего Рима и 1826 годом в Европе побывал, по-видимому, только один жираф, жираф Медичи, подаренный правителю Флоренции Лоренцо Медичи в 1486 году мамлюкским египетским султаном Кайт-беем. В 1826 году во Францию прибыла самка жирафа Зарафа, ставшая первой из трёх жирафов, подаренных трём европейским монархам египетским пашой Мухаммедом Али. Появление жирафов в Европе вызвало фурор. Появились платья с пятнами, прически, изображающие рожки, обивка для мебели с изображением жирафов и т. д.
В Африке на жирафов охотились с помощью рытья ям и ловушек. Их длинные сухожилия использовались для тетивы луков и струн музыкальных инструментов, одежда из шкуры жирафа у многих народов служила символом высокого статуса. Мясо у жирафов жёсткое, но съедобное. Охота африканских племён на жирафов никогда не достигала масштабов, способных всерьёз поставить под угрозу их численность. С прибытием белых поселенцев главным мотивом охоты на жирафов стало развлечение, а численность жирафов стала резко сокращаться.
Сегодня жирафы почти везде — редкие животные. Только в государствах Восточной Африки ещё существуют многочисленные популяции. Общая численность жирафов оценивается в 110—150 тысяч особей. В заповеднике Серенгети насчитывается около 13 тысяч особей. В целом жирафы не считаются видом, находящимся на грани вымирания. Сегодня они содержатся во многих крупных зоопарках мира и успешно размножаются в неволе.

## Подвиды
Для угандийского жирафа типичны большие коричневые пятна неравномерной формы, разделённые широкими белыми полосками. У масайского жирафа пятна меньше и темнее, приблизительно пятиконечные. Сетчатый жираф отличается тёмными многоугольными пятнами, между которыми пролегают узкие белые полоски, создавая впечатление сетки. Некоторые из подвидов находятся под угрозой исчезновения: первые три стали крайне редкими. Ангольский жираф истреблён в Анголе — стране, именем которой был назван.
Изначально подвиды жирафов считались самостоятельными видами. Затем эта точка зрения была отвергнута, и учёные вели споры о разграничении отдельных подвидов. Нередко существуют различия в узоре даже внутри близкородственных стад. Поэтому некоторые исследователи придерживались мнения, что признаки подвидов жирафов не являются наследственными (и, следовательно, истинных географических подвидов не существует). Кроме вышеперечисленных подвидов, в Северной Африке в древности существовали некоторые подвиды, которых сегодня больше нет. Так как на некоторых древнеегипетских изображениях видны жирафы без пятен, существуют предположения, что североафриканские подвиды были равномерно окрашены и не имели узоров. Существуют, однако, также изображения жирафов с пятнами, ставящие подобные предположения под вопрос.
Между отдельными подвидами возможны скрещивания.

## Таксономия
В современной таксономической схеме МСОП есть только один вид жирафа с именем G. camelopardalis и девять подвидов.

### История
Первую попытку разделения на подвиды в зависимости от внешних различий узоров кожного покрова у жирафов сделал Лидеккер, позднее его работу пересмотрели Крумбигель и Даг. Результатом исследований стала классическая подвидовая таксономия видов:
- Северные жирафы
  - Сетчатый жираф (Giraffa camelopardalis reticulata), северная Кения, южное Сомали
    - Giraffa camelopardalis peralta Thomas, 1898 — западноафриканский жираф, ранее вся Западная Африка, сегодня только в Чаде.
    - Нубийский жираф (Giraffa camelopardalis camelopardalis) — номинативный подвид. Населяет восточный Судан, западную Эфиопию.
    - Жираф кордофан (Giraffa camelopardalis antiquorum), западный Судан, Центральноафриканская Республика
    - Giraffa camelopardalis congoensis (=cottoni) — южный Судан, север Демократической Республики Конго.
    - Угандийский жираф, или жираф Ротшильда (Giraffa camelopardalis rothschildi), Уганда
- Южные жирафы
  -     - Масайский жираф (Giraffa camelopardalis tippelskirchi), южная Кения, Танзания
    - Южноафриканский жираф (Giraffa camelopardalis capensis (=giraffa, включая wardi), ЮАР, Зимбабве, Мозамбик
    - Жираф Торникрофта (Giraffa camelopardalis thornicrofti), долина Луангва в Замбии
    - Ангольский жираф (Giraffa camelopardalis angolensis), Намибия, Ботсвана, Ангола

В 1997 году Кингдон предложил разделение на четыре «экотипа» жирафов, в котором некоторые виды были исключены, либо рассматривались как промежуточные или гибридные популяции:
1. Сомалийский аридный тип (включая традиционные подвиды camelopardalis и reticulata)
2. (Суб)-Сахарский тип (включая peralta)
3. Северный саванный тип (cottoni=congoensis)
4. Южный саванный тип (включая tippelskirchi, capensis=giraffa, angolensis и thornicrofti)

### Исследование ДНК
В 2002 году попытку полного пересмотра системы подвидовых различий жирафов представил Сеймур, основываясь на рисунке на шкуре и морфологии черепа, а также анализе митохондриальной ДНК.

- Большинство южных жирафов можно отнести к единому признанному подвиду G.c.giraffa, но для определения окончательного статуса G.c. angolensis необходимо дальнейшее исследование отдельных особей. Маловероятно, однако, что этот подвид имеет особые отличия. На данный момент предлагается рассматривать G.c.angolensis как предполагаемый подвид.

- Таксон G.c. thornicrofti (животные, принадлежащие этому таксону, в настоящее время не содержатся в коллекциях EAZA) должен и далее рассматриваться как признанный подвид.
- G.c. tippelskirchi и G.c. reticulata отличаются от всех остальных жирафов рисунком на шкуре и морфологией черепа, и они также имеют генетические отличия. Соответственно, оба заслуживают признания как предполагаемые подвиды.
- G.c. rothschildi морфологически отличается от жирафов Восточной Африки, но неотличим в данном аспекте от популяций, обитающих дальше к западу. Генетически, однако, особи G.c.rothschildi формируют монофилетическую группу, и таким образом, этот подвид должен считаться признанным.
- G.c. camеlopardalis и G.c. antiquorum пока еще недостаточно изучены, поскольку от них получено очень мало образцов биоматериала. В данный момент, их можно с достаточной уверенностью считать условными подвидами. Однако, весьма вероятно, что номинативная таксономическая группа G.c. camelopardalis будет пересмотрена, и в нее будут включены как G.c. antiquorum, так и G.c. peralta. Соответственно, западноафриканская форма peralta, которая составляет монофилетическую группу, должна также считаться предполагаемым подвидом.

— R. Seymour, Patterns of Subspecies Diversity in the Giraffe, Giraffa camelopardalis
В 2007 году опубликована статья, где на основании молекулярных данных (исследование митохондриальной ДНК и микросателлитных последовательностей ядерной ДНК) доказано существование по меньшей мере шести видов жирафов, практически полностью репродуктивно изолированных в природе (Giraffa peralta, G. rothschildii, G. reticulata, G. tippelskirchi, G. giraffa, G. angolensis). Это первый описанный случай столь сильной генетической дифференциации среди близкородственных видов крупных млекопитающих в отсутствие серьёзных географических преград.
С помощью генетического анализа в 2016 году установлено существование четырёх видов жирафов, ранее считавшихся подвидами.
Генетический анализ почти двух сотен жирафов показал, что существует не один вид Giraffa camelopardalis с четырьмя подвидами, а четыре отдельных вида: G. giraffa (южные жирафы), G. tippelskirchi (масайские жирафы), G. reticulata (сетчатые жирафы), G. camelopardalis (северные жирафы, у которых есть подвид G. camelopardalis camelopardalis).
Время отделения южных жирафов датируется возрастом 1,99 млн лет, масайских жирафов — возрастом 1,89 млн лет. Время разделения сетчатых и северных жирафов датируется возрастом 1,25 млн лет.

## Факты
Многие картины меня поразили. Но то, что действительно потрясло, не было произведением искусства, это был… жираф. Я был потрясён до глубины души, когда узнал, что на нашей планете есть такое существо. Это случилось в зоопарке. Мне было 3 или 4 года. Сначала я увидел слона, но тот не удивил меня: наверное, я уже что-то знал о нём. Мы с родителями подошли к большому дереву. И вдруг из-за него вышел жираф с длинной-предлинной шеей. В тот момент я подумал: «Что это вообще такое?» Я ничего не слышал о жирафах раньше и был ошеломлен. Даже сейчас я думаю о том, какие всё-таки жирафы странные, они до сих пор завораживают меня. А мысль о том, что я живу в той же вселенной, что и жираф, делает меня счастливым.
- Хотя жирафята рождаются без рожек, место их будущего появления отмечено пучками чёрных волос, под которыми находится хрящик. Постепенно хрящевые ткани окостеневают, превращаясь в маленькие рожки, которые затем начинают расти. Пучки чёрной шерсти остаются у жирафёнка на несколько лет, потом они стираются и исчезают[16].
- Единственное современное родственное жирафу животное — окапи. Остальные жирафовые относятся к разряду вымерших, см. Жирафовые.